# Амвон

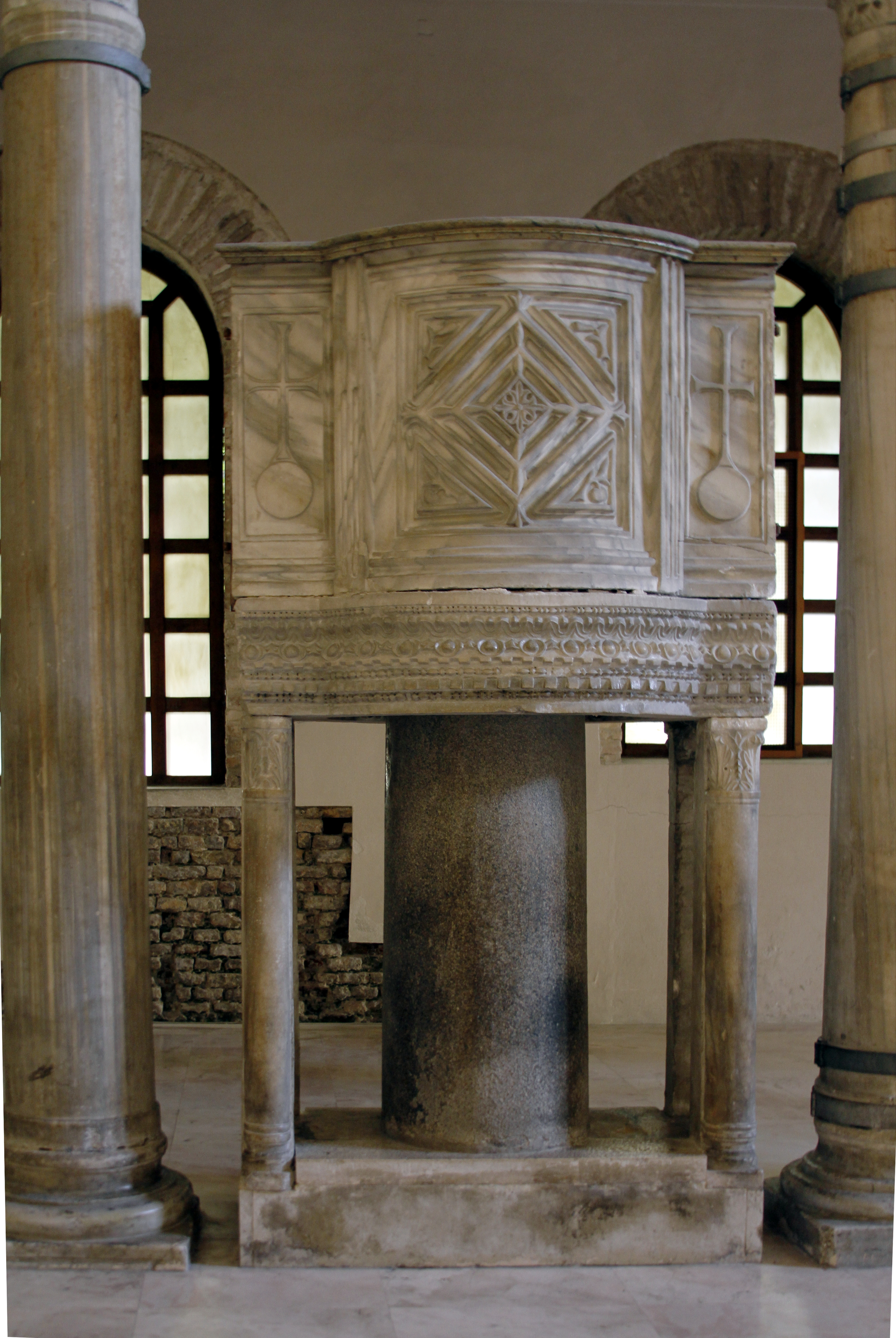
Амвон византийского типа.
Базилика Сант-Аполлинаре-Нуово, V—VI вв.

Амво́н (от др.-греч. ἄμβων, ἄμβωνος — «выступ, возвышение») — специальное сооружение в христианском храме, предназначенное для чтения Священного Писания, пения или возглашения некоторых богослужебных текстов, произнесения проповедей.

## История
Изначально амвон устраивали в виде платформы со ступенями и переносным аналоем. Впервые такое возвышение упоминается в канонах Лаодикийского собора 364 года. С V—VI веков в византийской церкви амвон — возвышение в центре наоса или средокрестия крестово-купольного храма, иногда круглое в плане с двумя лестницами по сторонам, как в храмах Константинополя. В отдельных случаях — ступенчатое полукруглое в плане сооружение близ алтаря, получившее со временен название: вима. В раннехристианской традиции амвон символизирует Голгофу. Архиепископ Симеон Солунский уподоблял амвон «отваленному от гробницы Христа камню», а алтарь — гробнице.

## Православная церковь

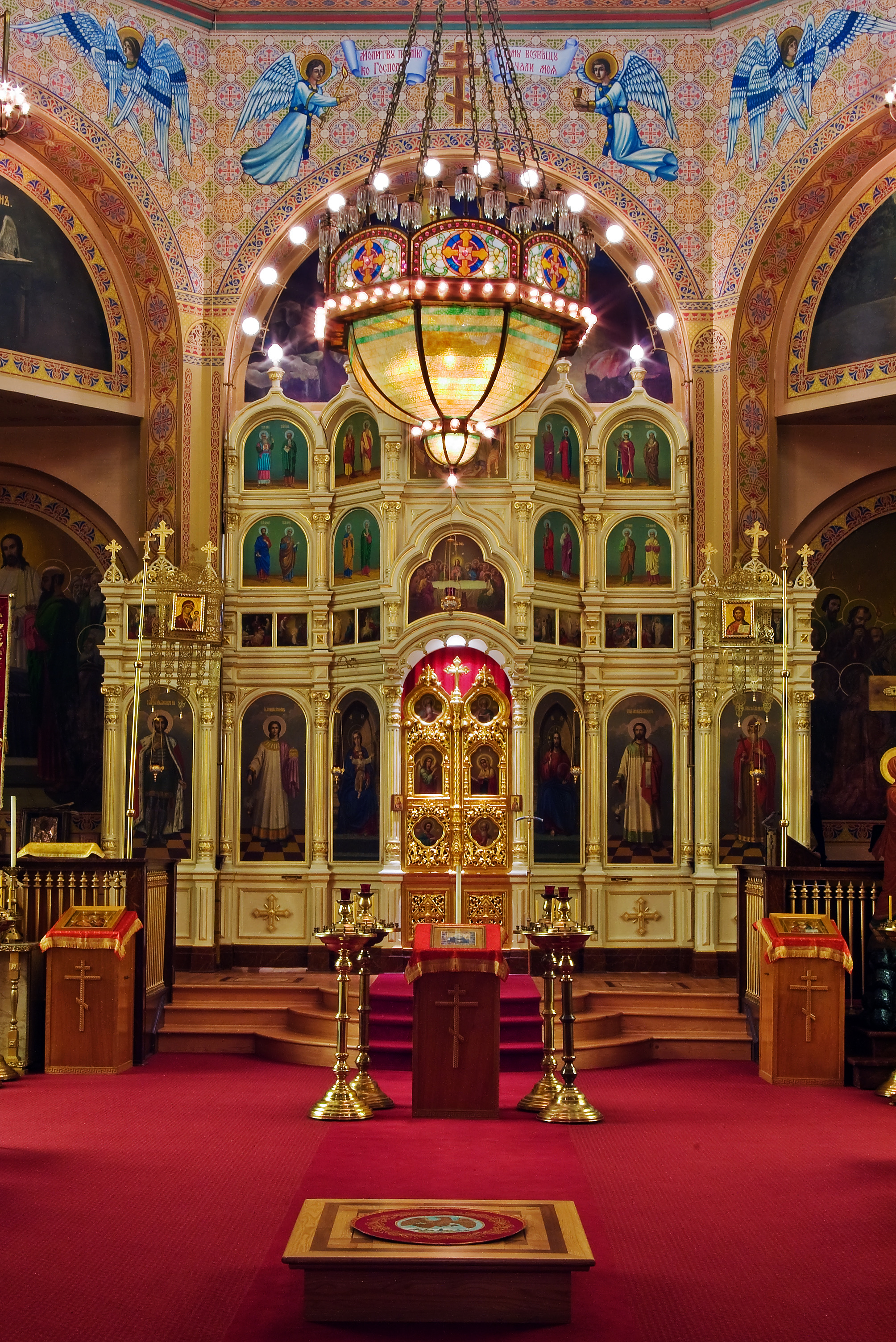
Архиерейский амвон в русском православном храме

До XVII века в православной церкви использовали амвоны византийского типа. На Руси они известны с XII века. Единственный сохранившийся русский амвон данного типа происходит из новгородского Софийского собора и хранится в Русском музее.
После XVII века амвоны византийского типа вышли из употребления, и название «амвон» перешло на виму, примыкающий к солее полукруглый выступ перед Царскими вратами. Именно на этом амвоне происходят самые торжественные богослужебные входы и выходы.

### Архиерейский амвон
Образом древнего амвона в Русской церкви в настоящее время является невысокий помост в центре храма, используемый при архиерейском богослужении. Он называется архиерейским амвоном, восходницей, облачальным местом или рундуком. В случаях, предусмотренных типиконом, на архиерейском амвоне может устанавливаться седалище — кафедра. По этой причине иногда ошибочно архиерейский амвон называют кафедрой. На архиерейском амвоне епископ находится до входа в алтарь, на нём же происходит его облачение. С архиерейского амвона протодиакон читает Евангелие.

## Католическая церковь
Амвоны западных храмов вначале не отличались от византийских. С XI века появлялись двойные амвоны (интересный образец такого амвона сохранился в церкви святого Климента в Риме), расположенные по сторонам наоса: с южной стороны — для чтения и разъяснения Евангелия, с северной — для чтения Деяний и Посланий. На такие возвышения, называемые кафедрами, вели лестницы, в готических храмах их делали спиральными с балюстрадами и украшенными скульптурными изображениями Отцов церкви, как это сделано в соборе Св. Стефана в Вене (1515, скульптор А.Пильграм). В Италии такой амвон называют пульпит (от лат. pulpitum — помост, подмостки).
В отдельных случаях, амвоны (кафедры) соединяли с хорами (церкви Санта-Мария-ин-Космедин и Сан-Клементе в Риме, XII—XIII в.) или с пресбитериумом, как это сделано в церкви Сан-Миньято-аль-Монте во Флоренции (1207). В средневековых храмах Франции амвоном называют навесную галерею, проходящую поперёк нефа. В центре такого амвона устанавливали Триумфальный крест с Распятием, иногда образующим небольшую капеллу. Такой навесной амвон (1521—1525) устроен в парижской церкви Сент-Этьен-дю-Мон. Восточную часть храма, расположенную за хором, с апсидой и амбулаторием во Франции стали называть шеве́ (фр. chevet — изголовье). В Германии такая поперечная преграда называется леттнер, в Англии — скрин. В современных католических и протестантских храмах при большом количестве прихожан из-за недостатка места ограничиваются одной кафедрой. В малых церквях амвоны обычно заменяют простым пюпитром.